# Cuando el amor es solo sexo
Cuando el amor es solo sexo (Cuando l'amore è sensualità) es una película italiana dirigida en 1973 por Vittorio De Sisti.
Vittorio De Sisti realizó una intrigante película sobre la relación entre amor y sensualidad, describiendo comprometidas situaciones y amor en grupo. La película está enriquecida por la excelente ambientación de Parma y Piacenza, y por la maravillosa música de Ennio Morricone.

## Sinopsis
La condesa Giulia Sanfelice casa a su hija Erminia con Antonio, un rico comerciante en carnes. El hombre es incapaz de consumar el matrimonio, de modo que Erminia se marcha de Parma y se va a vivir con su hermana a Piacenza, y allí satisface sus deseos sexuales. Cuando regresa a Parma, se entera de que Antonio ha sido el amante de su madre. Una noche, consigue atraer a su marido, y la madre cae en una seria depresión.